# Догаресса

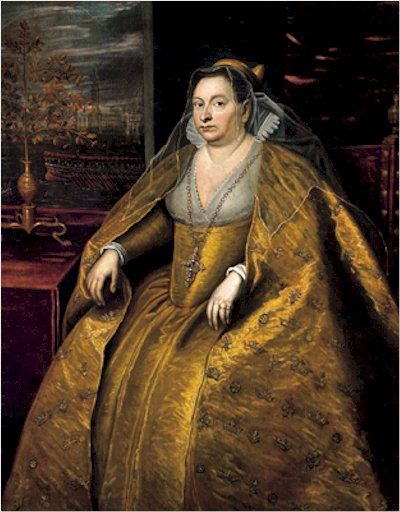
догаресса Морозина Морозіні Тінторетто, 1590-ті роки.

Догаресса (італ. dogaressa: лат. ducissa) — офіційний титул дружини венеційського дожа. Цей титул був унікальним для Венеції. Якщо главу Генуезької республіки також називали дожами, то дружин генуезьких дожів не називали догаресса і вони не мали такої публічної посади.

## Історія
Положення догаресси регулювалося законами Венеційської республіки, в яких уточнювалося, які обов'язки і права вона мала, а що заборонялося власниці титулу. Протягом історії республіки ці права змінювалися кілька разів. Як повідомляється, першим носієм цього титулу була догаресса Карола у 800-х роках, а останньою була Елізабетта Грімані у 1790-х роках.

### Посада
Так само, як і дож, догаресса проходила процедуру коронації, робила урочистий вступ до посди і давала обітницю вірності (promissione ducale) республіці під час своєї коронації. Символами її рангу були золота вуаль і корона схожої форми, як у дожа. Подібно до королеви, догаресса мала власних фрейлін. Протягом певних періодів часу, коронація дожеси була скасована.
Формально догаресса не мала жодних політичних прав, її завданням була участь у представницькому житті Венеційської республіки та офіційних церемоніях і ритуалах, покликаних уособлювати велич держави, і в цьому вона відігравала дуже помітну суспільну роль. Очікувалося, що вона діятиме як офіційний захисник певних гільдій і ремесел, і як така могла б відігравати важливу роль у ролі цих ремесел у державі, що, як відомо, робили кілька догаресс. Алісія Джустініані, наприклад, відігравала важливу роль у венеційській торгівлі та бізнесі завдяки цій ролі.
Хоча закон відмовляв догарессі будь-який вплив на державні справи, на практиці деякі з них мали великий вплив, особливо Феліція Корнаро .
У випадку, якщо догаресса овдовівала, суспільство очікувало, що вона стане черницею. Однак не існувало жодного закону, який би цього вимагав, і деякі овдовілі дожеси відмовилися дотримуватися цього звичаю, хоча це вважалося певним чином скандальним.

### Зміни положення
Протягом століть запроваджувались закони, які обмежували права догаресси. У XIII столітті догарессі було заборонено приймати сановників і робити самостійно публічні пожертви, а в 1342 році закон заборонив їй самостійно вести комерційні справи.
Церемонія коронації догаресси не відбулася в період між Таддеа Міхелем у 1478 році та Зілією Дандоло у 1556 році. Після коронації Морозини Моросіні в 1597 році, коронація догаресси була визнана непотрібною в 1645 році, а інші церемонії навколо неї були зведені до мінімуму. Останньою коронованою догарессою була Елізабетта Керіні в 1694 році, після чого церемонія була остаточно скасована. Після правління Елізабетти Керіні більшість інших церемоніальних привілеїв догаресси також було скасовано. З 1700 року їй більше не дозволялося носити корону та отримувати подарунки від сановників. У 1763 році Урочистий вхід було відновлено за бажанням дожа для Пізани Конаро, яка була останньою догарессою, яка його здійснила.

## Список венеційських догаресс
- 804—811: Carola
- 811—827: Elena
- 827—830: Felicita
- 888—912: Angela Sanudo
- 942—959: Arcielda Candiano
- 959—966: Giovanniccia Candiano
- 966—976: Waldrada of Tuscany
- 976—978: Felicia Malipiero
- 979—991: Marina Candiano
- 991—1009: Maria Candiano
- 1009—1026: Grimelda of Hungary
- 1075—1083: Теодора Анна Дука Сельво
- 1084—1096: Cornella Bembo
- 1096—1102: Felicia Cornaro
- 1102—1116: Matelda Falier
- 1116—1130: Alicia Michiel
- 1148—1156: Sofia
- 1156—1172: Felicita Maria di Boemondo
- 1172—1178: Cecilia
- 1192—1205: Felicita Bembo
- 1205—1229: Constance of Sicily
- 1229—1240: Maria Storlato
- 1242—1249: Valdrada of Sicily
- 1252—1268: Loicia da Prata
- 1268—1275: Marchesina Ghisi
- 1275—1280: Jacobina
- 1280—1289: Caterina
- 1289—1310: Tommasina Morosini
- 1310—1312: Agnese
- 1312—1329: Franchesina
- 1329—1339: Elisabetta
- 1339—1342: Giustina Cappello
- 1342—1354: Francesca Morosini
- 1354—1355: Aluycia Gradenigo
- 1355—1356: Marina Cappello
- 1361—1365: Maria Giustinian
- 1365—1367: Caterina Corner
- 1382—1382: Cristina Condulmer
- 1382—1400: Agnese
- 1400—1413: Marina Galina
- 1423—1457: Marina Nani
- 1457—1462: Giovanna Dandolo
- 1462—1471: Cristina Sanudo
- 1471—1472: Aliodea Morosini
- 1473—1474: Contarina Contarini Morosini
- 1474—1476: Laura Zorzi
- 1476—1478: Regina Gradenigo
- 1478—1485: Taddea Michiel
- 1485—1486: Lucia Ruzzini
- 1486—1501: Elisabetta Soranzo
- 1501—1521: Giustina Giustiniani
- 1521—1523: Caterina Loredan
- 1523—1538: Benedetta Vendramin
- 1538—1545: Maria Pasqualigo
- 1545—1553: Alicia Giustiniani
- 1556—1559: Zilia Dandolo
- 1559—1567: Elena Diedo
- 1567—1570: Maria Cappello
- 1570—1577: Loredana Marcello
- 1577—1578: Cecilia Contarini
- 1578—1585: Arcangela Canali
- 1585—1595: Laura Morosini
- 1595—1606: Morosina Morosini
- 1618—1623: Elena Barbarigo
- 1625—1629: Chiara Dolfin
- 1655—1656: Paolina Loredan
- 1656—1656: Andreana Priuli
- 1656—1658: Elisabetta Pisani
- 1658—1659: Lucia Barbarigo
- 1694—1700: Elisabetta Querini
- 1709—1722: Laura Cornaro
- 1735—1741: Elena Badoer
- 1763—1769: Pisana Cornaro
- 1771—1779: Polissena Contarini Da Mula
- 1779—1789: Margherita Dalmet
- 1789—1792: Elisabetta Grimani